# Spilosoma dissimilis
Spilosoma dissimilis là một loài bướm đêm thuộc phân họ Arctiinae, họ Erebidae.